# Мечеть Аль-Нур (Каїр)

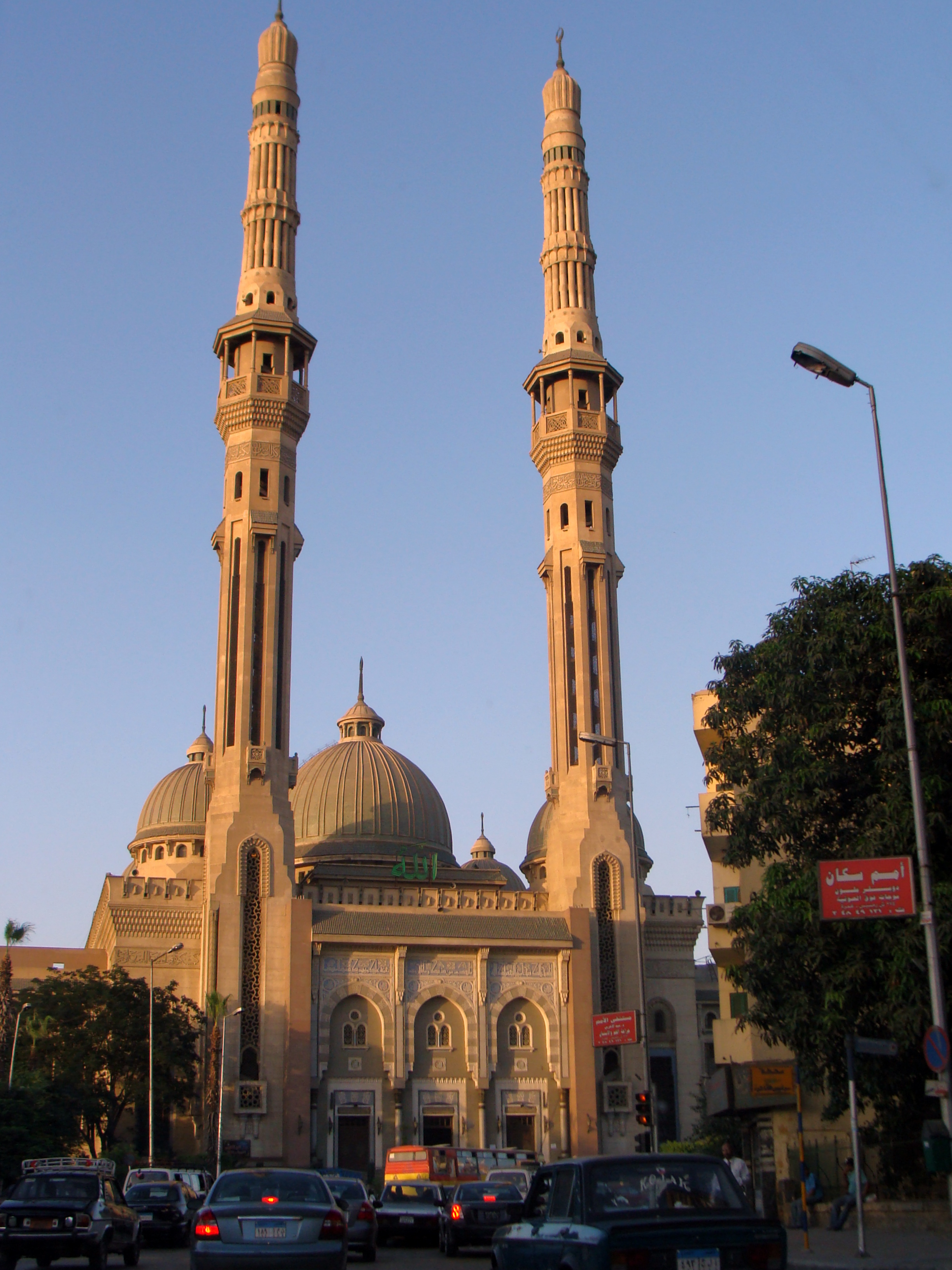

Аль-Нур Мечеть (араб. مسجد النور) — мечеть в Аббасії, Каїр, Єгипет, визначна архітектурна споруда району та найбільших мечетей міста. В ній проводять соціальні та спортивні заходи, працює бібліотека. 

## Історія
Мечеть побудована під час президентства Анвара Садата на землі, наданої салафійській організації Al-Hidayatul Islamiya під керівництвом шейха Хафіза Салама. Незважаючи на те, що мечеть перебуває під наглядом Міністерства Авкваф, Салама оскаржує та протестує проти цього, щоб отримати повне право на мечеть.  

### Арабська весна
Під час Арабської весни охоронялася поліцією відповідно до політики Міністерства внутрішніх справ, яка забороняла збирати демонстрації перед основними мечетями та церквами. Однак деякі салафійські групи організували демонстрацію по дорозі до мечеті, протестуючи проти Хосні Мубарака. 

## Архітектура
Мечеть була побудована єгипетською будівельною компанією Arab Contractors. Розмір площі 5000 квадратних метрів, а висота купола досягає 55 метрів. У мечеті є кілька кімнат різного призначення, включаючи кімнати для конференцій, пансіонат та клініка. Тут також розміщується центр з вивчення Корану та майстерні. 

## Галерея

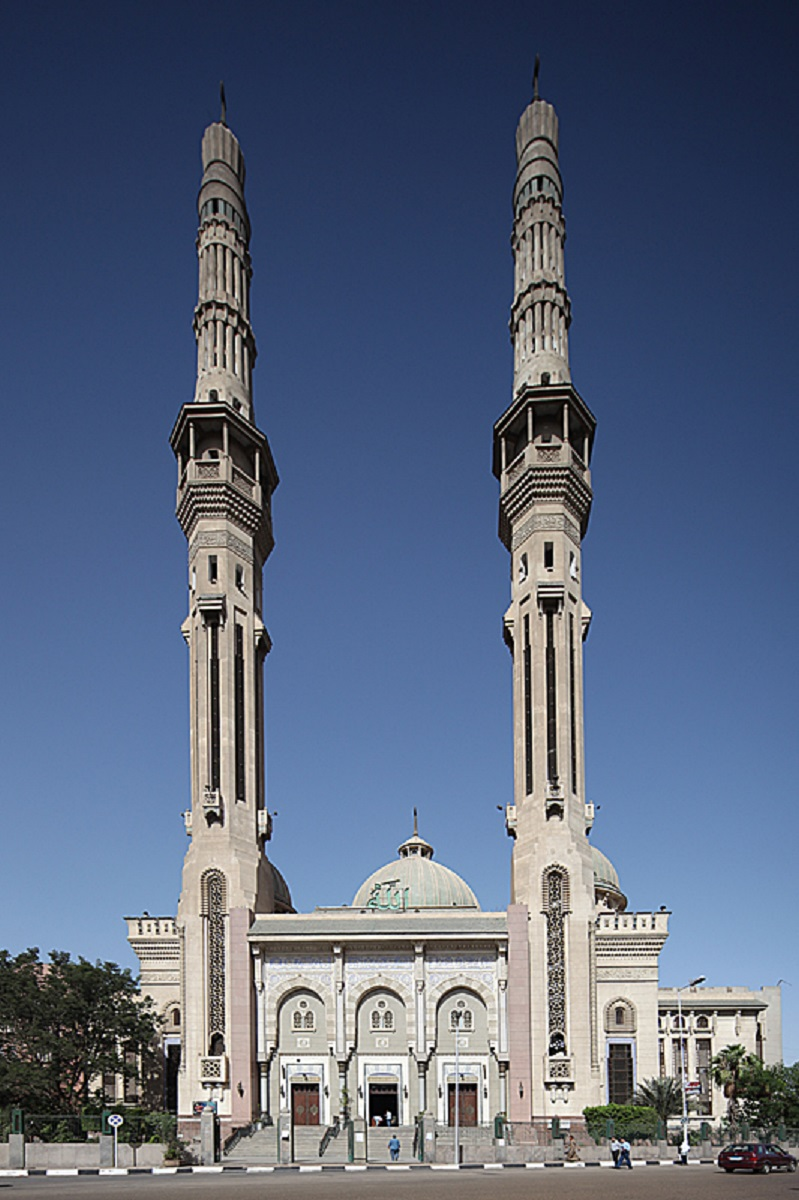
Фасад
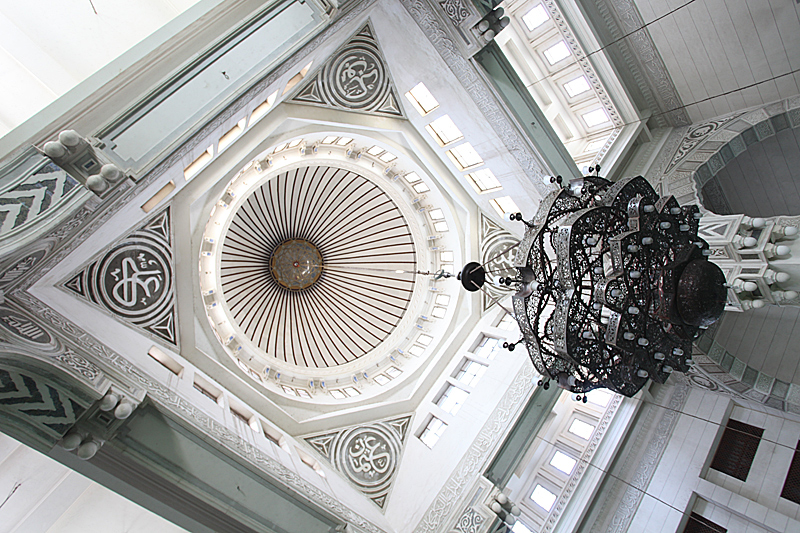
Купол
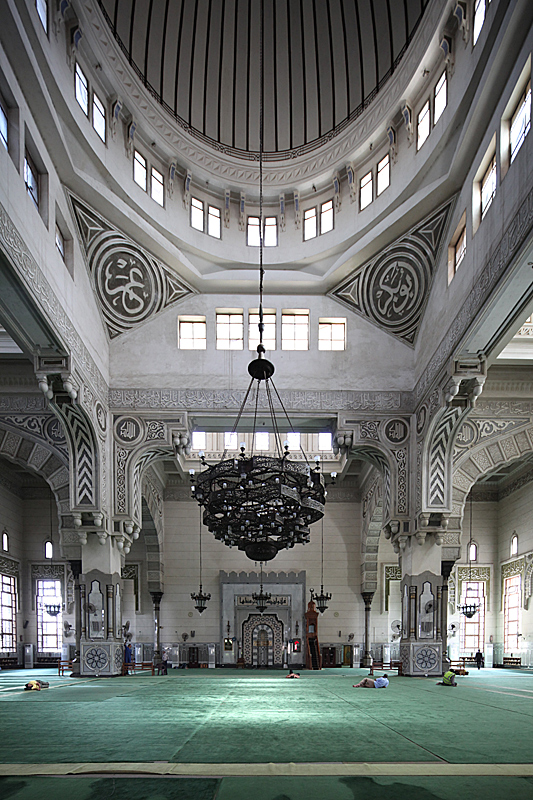
Інтер'єр
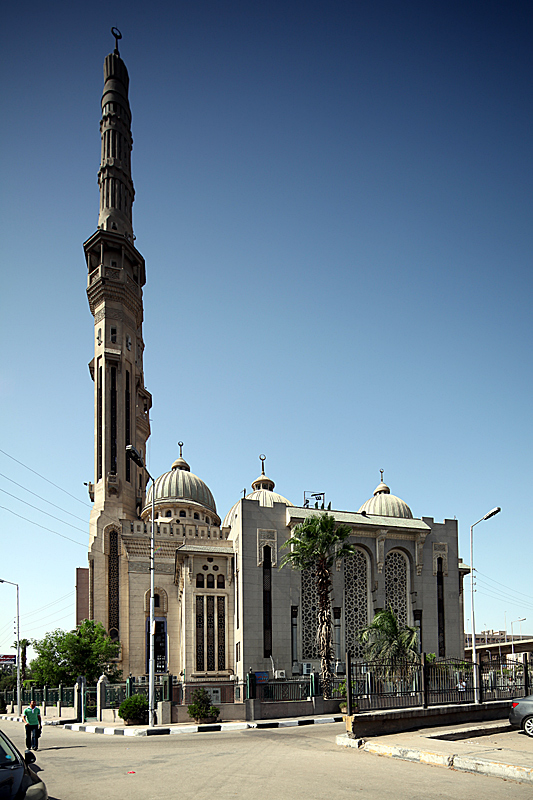
Вигляд збоку
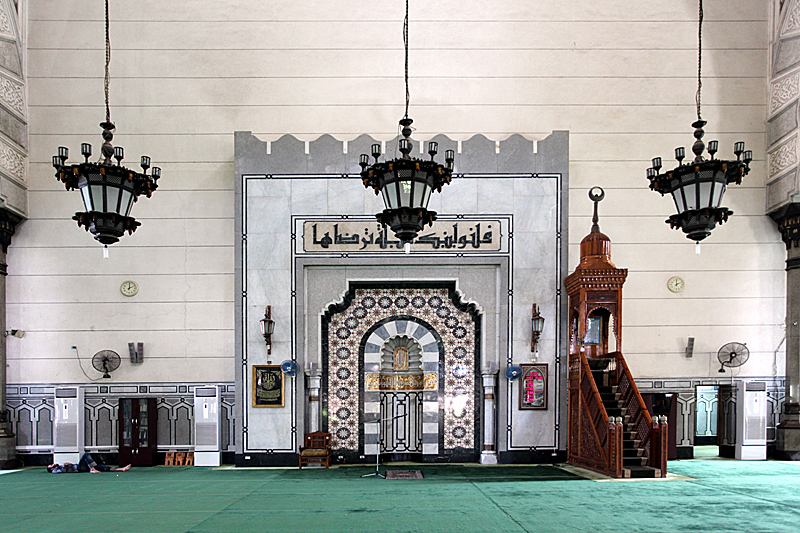
Міхраб